# Liste von Persönlichkeiten der Stadt Hagen
In diese Liste von Persönlichkeiten der Stadt Hagen werden Personen aufgenommen, die in dem Gebiet der heutigen Stadt Hagen geboren wurden und im enzyklopädischen Sinne von Bedeutung sind; des Weiteren diejenigen Personen, die vor Ort gewirkt haben oder das Ehrenbürgerrecht erhalten haben.

## Ehrenbürger

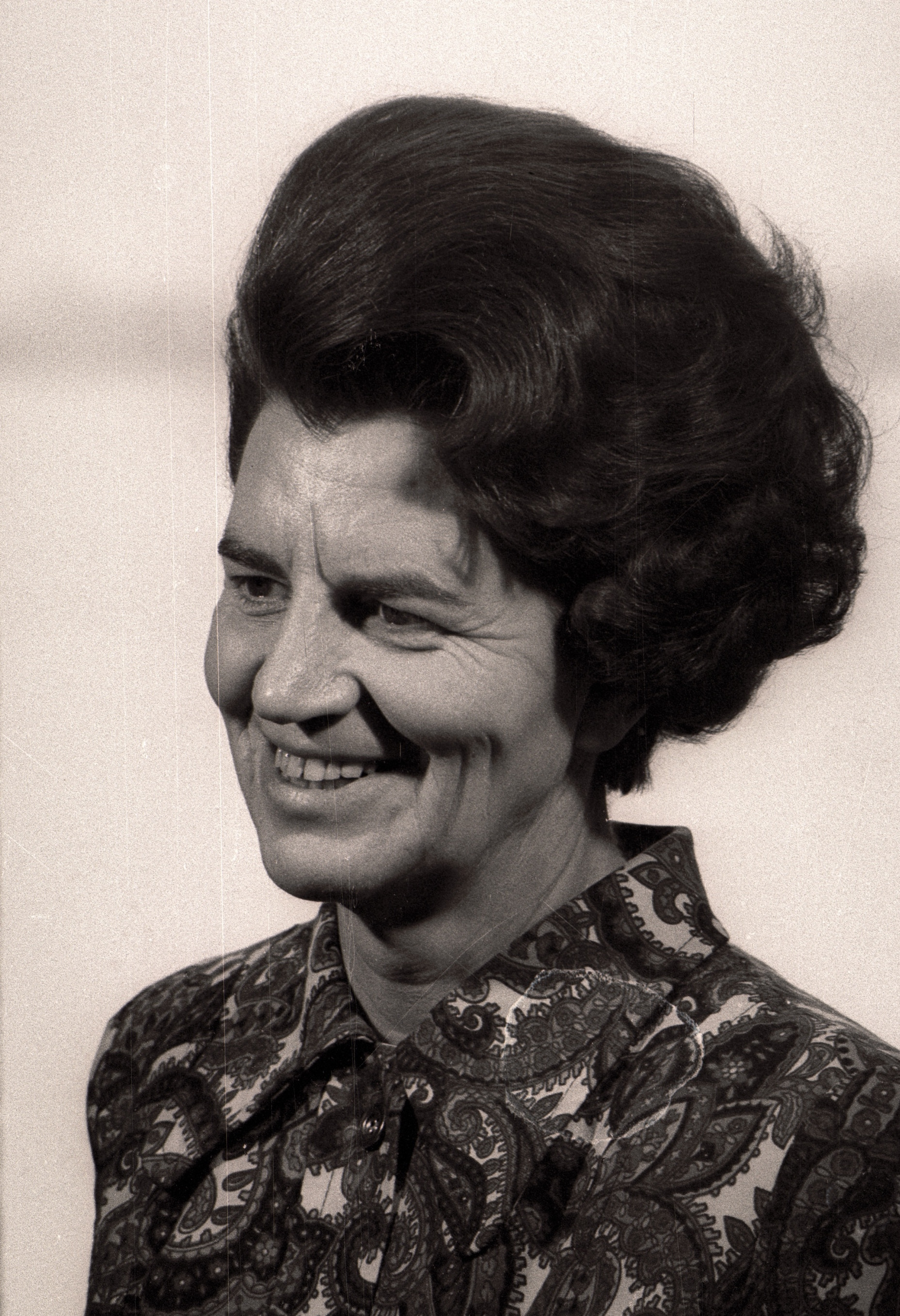
Liselotte Funcke, Ehrenbürgerin von Hagen

- 2003: Liselotte Funcke (* 1918 in Hagen; † 2012), Politikerin (FDP), MdL, NRW-Wirtschaftsministerin, Vizepräsidentin des Deutschen Bundestages
- 1996: Rudolf Loskand (* 1924; † 2003), Oberbürgermeister
- 1987: Emil Schumacher (* 1912 in Hagen; † 1999), bekannter Maler des Informel
- 1967: Ewald Sasse (* 1888; † 1970), Oberstadtdirektor
- 1967: Fritz Steinhoff (* 1897; † 1969 in Hagen), Ministerpräsident des Landes NRW 1956–1958, und 1946–1956 ehrenamtlicher Oberbürgermeister von Hagen
- 1927: Willi Cuno (* 1860; † 1951), Oberbürgermeister
- 1925: Theodor Springmann sen. (* 1840; † 1927); Geheimer Kommerzienrat, bedeutender Industrieller in Hagen
- 1924: Christian Rohlfs (* 1849; † 1938 in Hagen), Wegbereiter des Expressionismus
- 1914: Heinrich Willde (* 1834; † 1920), Bürgermeister und Beigeordneter
- 1907: Heinrich Schaberg (* 1833; † 1914), Geheimer Sanitätsrat
- 1869: Ernst Koch (* 1801; † 1883), Postdirektor, Vorsteher des Postamtes Hagen

## Söhne und Töchter der Stadt

### Politik und Wirtschaft

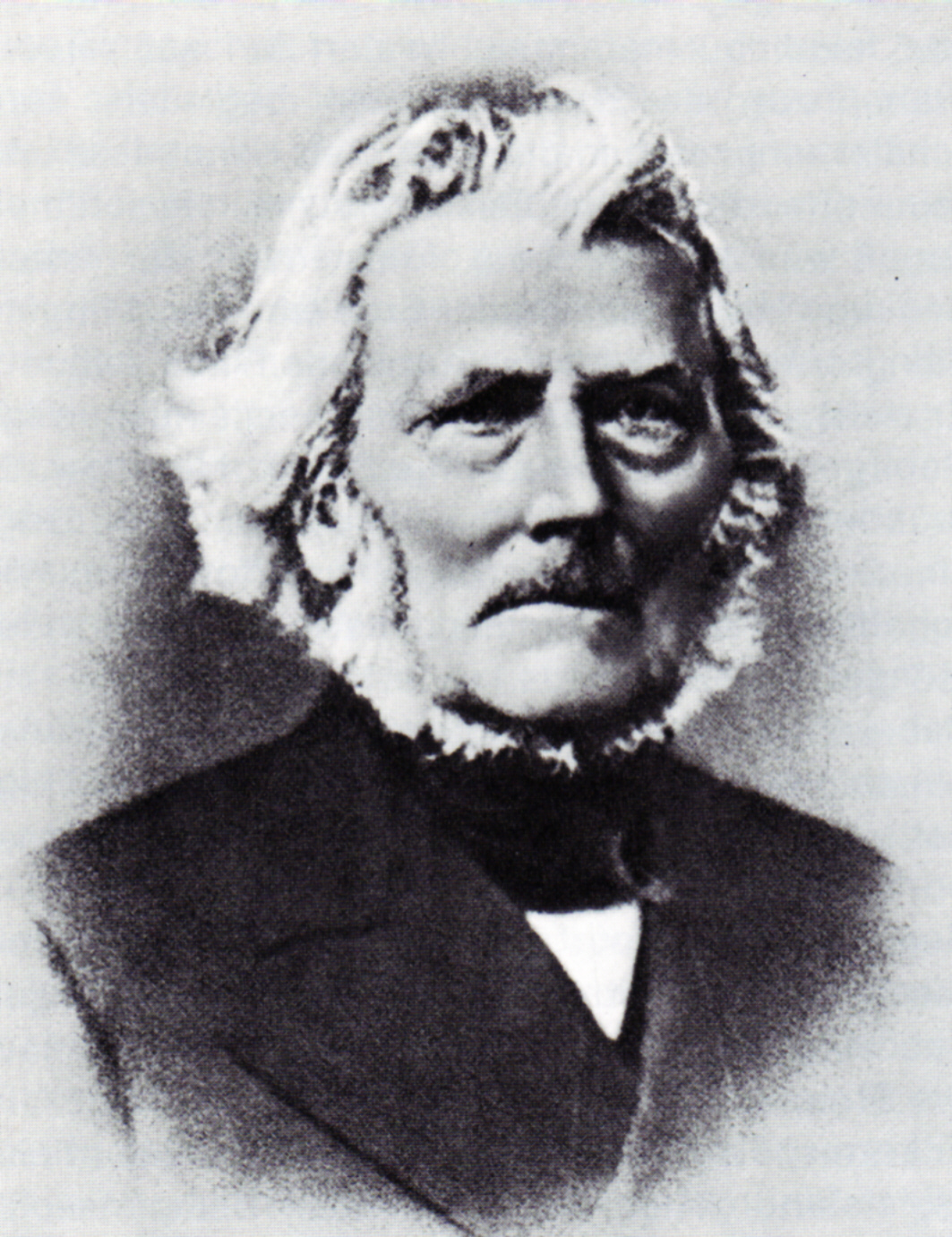
Friedrich Harkort

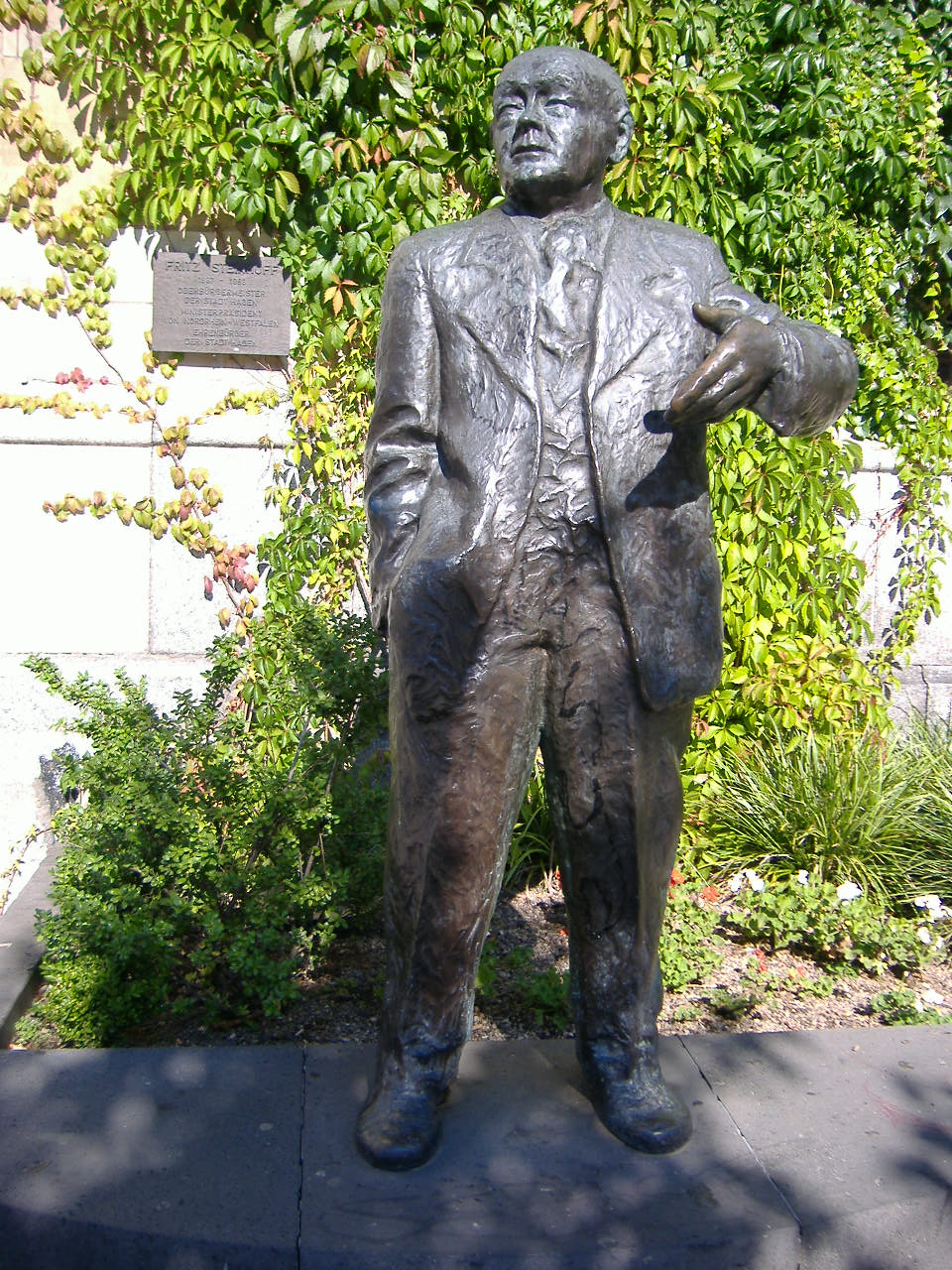
Fritz-Steinhoff-Denkmal am Friedrich-Ebert-Platz

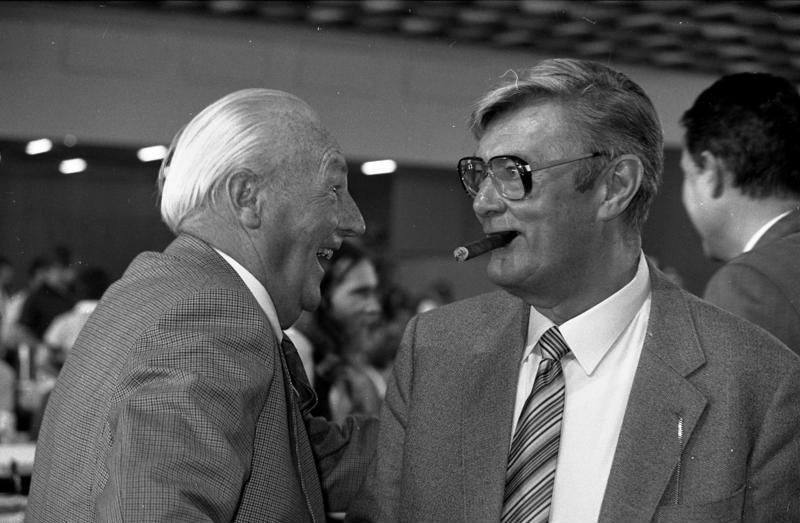
Willi Weyer (rechts)

- Heinrich Wilhelm Emminghaus (1682–1749), Jurist und Bürgermeister der Stadt Hagen
- Johann Friedrich Möller (1750–1807), Prediger (Damenstift Elsey), Forscher und Politiker
- Friedrich von Syberg (1761–1827), Gutsbesitzer (Haus Busch) und Politiker
- Bernhard Boecker (1768–1847), Drahtzieher, Fabrikant und Erfinder der Drahtweberei in Deutschland
- Carl Johann I. Elbers (1768–1845), Bürgermeister der Stadt Hagen, Unternehmer
- Johann Peter Hüsecken (1768–1840), Besitzer einer Drahtrolle, Fabrikant und Erfinder des Kaltwalzens
- Christian Dahlenkamp (1777–1835), Kaufmann und Politiker
- Friedrich Harkort (1793–1880), Eisenbahn- und Industriepionier und Politiker (Deutsche Fortschrittspartei)
- Gustav Harkort (1795–1865), Unternehmer, Bankier und Eisenbahnpionier
- Eduard Harkort (1797–1836), Bergbaupionier und Offizier in Texas
- Ferdinand Elbers (1804–1877), Oberlandesgerichtsreferendar und Bürgermeister der Stadt Hagen
- Georg von Vincke (1811–1875), Gutsbesitzer (Haus Busch) und Politiker
- Caspar Butz (1825–1885), Politiker und Schriftsteller, Anführer der 48er-Revolution
- Friedrich Lange (1837–1918), Industrieller und Politiker
- Eugen Richter (1838–1906), Politiker (Deutsche Fortschrittspartei)
- Adolph Müller (1852–1928), Unternehmer, Gründer der Accumulatoren Fabrik (spätere VARTA)
- Wilhelm Post (1852–1896), Fabrikbesitzer
- Emil Siepmann (1863–1950), Industrieller
- Reinhold Becker (1866–1924), Unternehmer und Manager
- Hugo Siepmann (1868–1950), Industrieller
- Emil Hartwig (1873–1943), Politiker, Reichstagsabgeordneter (DNVP und des CSVD)
- Karl Ernst Osthaus (1874–1921), Bankier und Kunstmäzen
- Otto Rippel (1878–1957), Politiker, Reichstagsabgeordneter (DNVP, CSVD, später CDU)
- Oscar Funcke (1885–1965), Fabrikant und Politiker (DVP, FDP)
- Carl Brandt (1886–1965), Zwiebackfabrikant
- Georg von Detten (1887–1934), Politiker (NSDAP), Reichstagsabgeordneter
- Hans Junius (1888–1968), Industrieller (C.D. Wälzholz)
- Ewald Sasse (1888–1970), Oberbürgermeister der Stadt Hagen, Politiker (CDU)
- Walter Severin (1891–1960), Buchhändler und Verleger
- Friedrich von Basse (1893–1972), Politiker (SPD), Oberbürgermeister in Weißenfels und Wittenberg
- Albert Schmidt (1893–1945), evangelischer Pfarrer und Politiker (CSVD)
- Luise Rehling (1896–1964), Politikerin (CDU)
- Karl Jellinghaus (1897–1973), Oberstadtdirektor, Sozialpolitiker (SPD)
- Fritz Steinhoff (1897–1969), Politiker (SPD)
- Heinrich Hockermann (1900–1980), Politiker (NSDAP)
- Hans Nieland (1900–1976), Politiker (NSDAP)
- Wilhelm Römer (1900–1962), Politiker (NSDAP) und Rechtsanwalt
- Robert Stahl (1902–1975), Gewerkschafter und Politiker (SPD)
- Georg Bald (1903–1944), Verwaltungsjurist und Ministerialbeamter, Hauptmann d. R.
- Hugo Paul (1905–1962), Politiker (KPD)
- Otto Kraufmann (1906–1972), Politiker (KPD, SPD)
- Albert Trumpetter (1906–1964), Politiker (NSDAP)
- Walter Hammer (1907–2003), SS-Obersturmbannführer und Regierungsrat
- Josef Höchst (1907–1996), Politiker (CDU)
- Carlhans Scharpenseel (1907–2002), ehemaliger Bundesrichter und Senatspräsident am Bundesgerichtshof
- Harald Dickertmann (1909–1994), Bundesrichter
- Georg von Holtzbrinck (1909–1983), Verleger und Buchhändler
- Anton Kurze (1910–1986), Verwaltungsbeamter und Oberstadtdirektor der Stadt Aachen
- Baldur Springmann (1912–2003), Politiker (u. a. NSDAP, Die Grünen, ÖDP) und Schriftsteller
- Artur Axmann (1913–1996), Politiker (NSDAP) und Reichsjugendführer
- Willi Weyer (1917–1987), Politiker (NSDAP, FDP)
- Liselotte Funcke (1918–2012), Politikerin (FDP)
- Eberhard Risse (1920–1975), Politiker (FDP) und Arbeitsrichter beim Amtsgericht Hagen
- Marie Schumann (1921–2017), Politikerin (SPD) und langjährige Bezirksvorsteherin in Hohenlimburg
- Rudolf Loskand (1924–2003), Politiker (SPD), Oberbürgermeister der Stadt Hagen
- Gerd Hirschauer (1928–2007), Redakteur und Publizist
- Erwin Niermann (1929–2004), Politiker (SPD), Stadtdirektor der Stadt Minden (1972–1992)
- Gerd Dessel (1930–2010), Politiker (SPD), Bürgermeister von Ennepetal
- Lothar Wrede (1930–2019), Politiker (SPD), Abgeordneter des Landtags und Parlamentarischer Staatssekretär im Verkehrsministerium und beim BMG
- Manfred Osthaus (1933–2012), Stadtbaurat in Hagen, später Staatsrat (Staatssekretär) in Bremen
- Fritz-Otto Thielmann (1937–2019), Politiker (FDP) und Landtagsabgeordneter
- Wilfried Horn (* 1938), Oberbürgermeister der Stadt Hagen, Politiker (CDU)
- Jürgen Hubbert (1939–2021), Professor und Vorstandsmitglied bei der DaimlerChrysler AG in Stuttgart
- Magdalene Hoff (1940–2017), Politikerin (SPD)
- Hans-Dieter Fischer (* 1942), Politiker (CDU), Bürgermeister der Stadt Hagen
- Egon Scotland (1948–1991), Journalist und Kriegsopfer
- Peter Demnitz (* 1950), Oberbürgermeister der Stadt Hagen, Politiker (SPD)
- Axel Troost (1954–2023), Wirtschaftswissenschaftler und Politiker (Die Linke)
- Ulrich Kleemann (* 1955), Politiker (Bündnis 90/Die Grünen) und Geologe
- Helmut Diegel (* 1956), Politiker (CDU)
- Dirk Nockemann (* 1958), Politiker (AfD)
- Frank Asbeck (* 1959), Unternehmer
- Jörg Mielke (* 1959), Politiker (SPD), seit 2013 Chef der Niedersächsischen Staatskanzlei
- Thomas Winkelmann (* 1959), Manager und war seit Februar 2017 Vorstandsvorsitzender der Air Berlin
- Thomas Daum (* 1962), Vizeadmiral
- Wolfgang Jörg (* 1963), Politiker (SPD), Abgeordneter des Landtags von Nordrhein-Westfalen
- René Röspel (* 1964), Biologe, Politiker (SPD), Mitglied des Bundestages
- Erik Olaf Schulz (* 1965), seit 2014 Oberbürgermeister der Stadt Hagen
- Nadja Büteführ (1966–2024), Politikerin (SPD)
- Dietmar Friedhoff (* 1966), Politiker (AfD), Bundestagsabgeordneter
- Michaela Peponis (* 1970), politische Beamtin, Staatsrätin in Hamburg
- Claus Jacobi (* 1971), Politiker (SPD), Bürgermeister von Gevelsberg
- Marc Herter (* 1974), Politiker (SPD), Bürgermeister von Hamm
- Sebastian Hille (* 1980), Ministerialbeamter
- Paul Höller (* 1983), politischer Beamter (Bündnis 90/Die Grünen)
- Katrin Helling-Plahr (* 1986), Politikerin (FDP)
- Gökhan Akkamis (* 1997), Politiker (FDP)

### Kunst, Musik und Philosophie

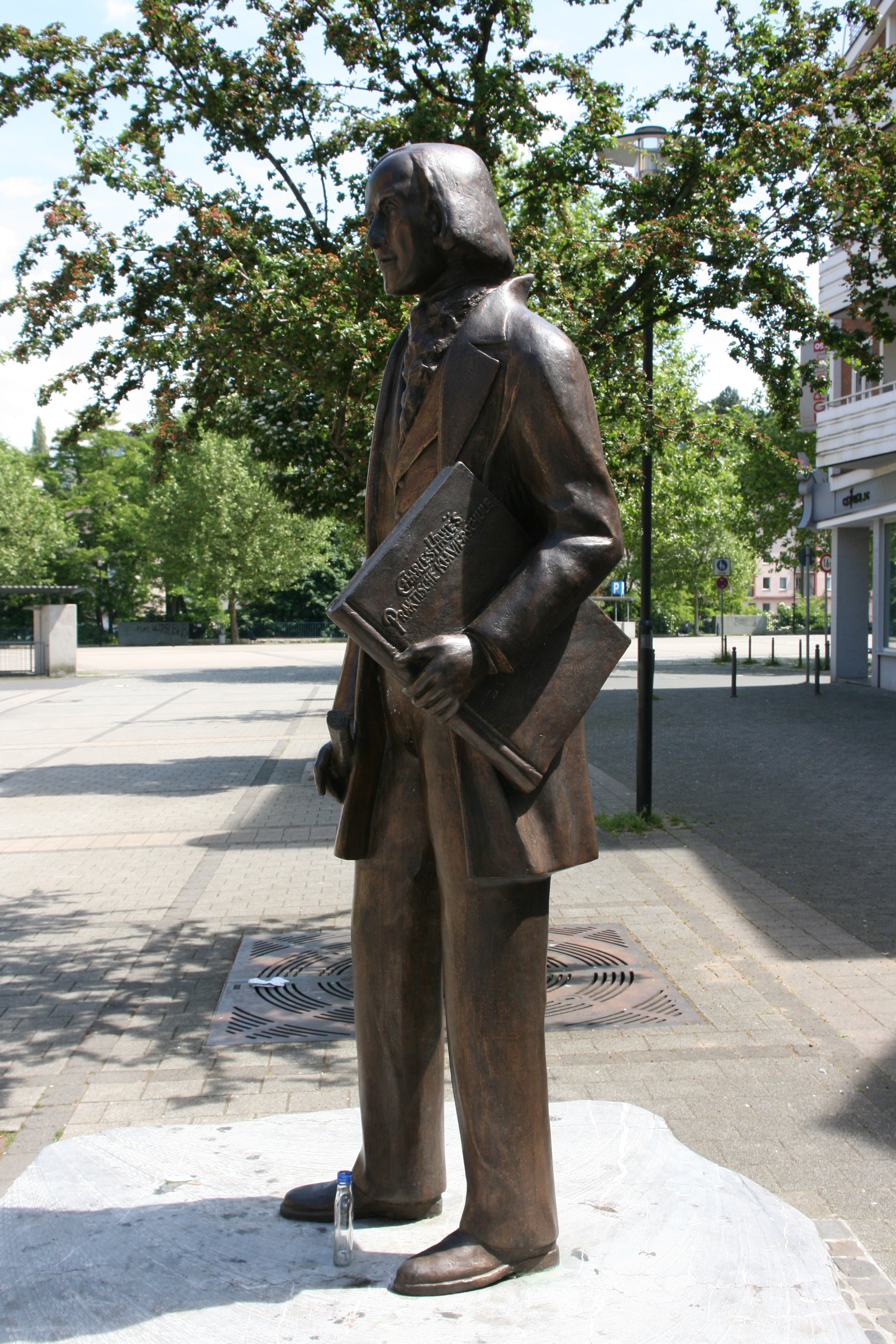
Karl-Halle-Denkmal auf dem Johanniskirchplatz

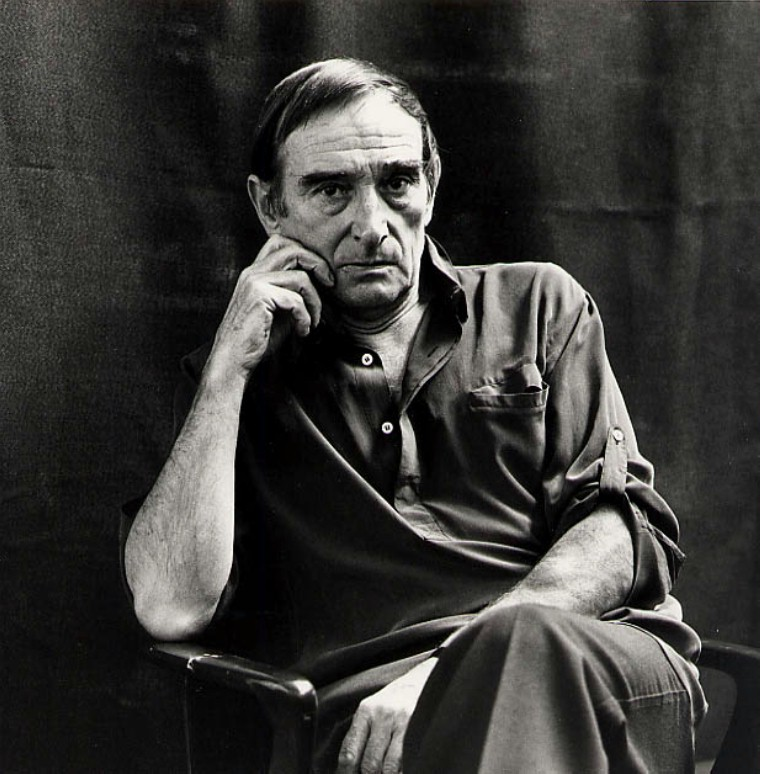
Emil Schumacher (1981)

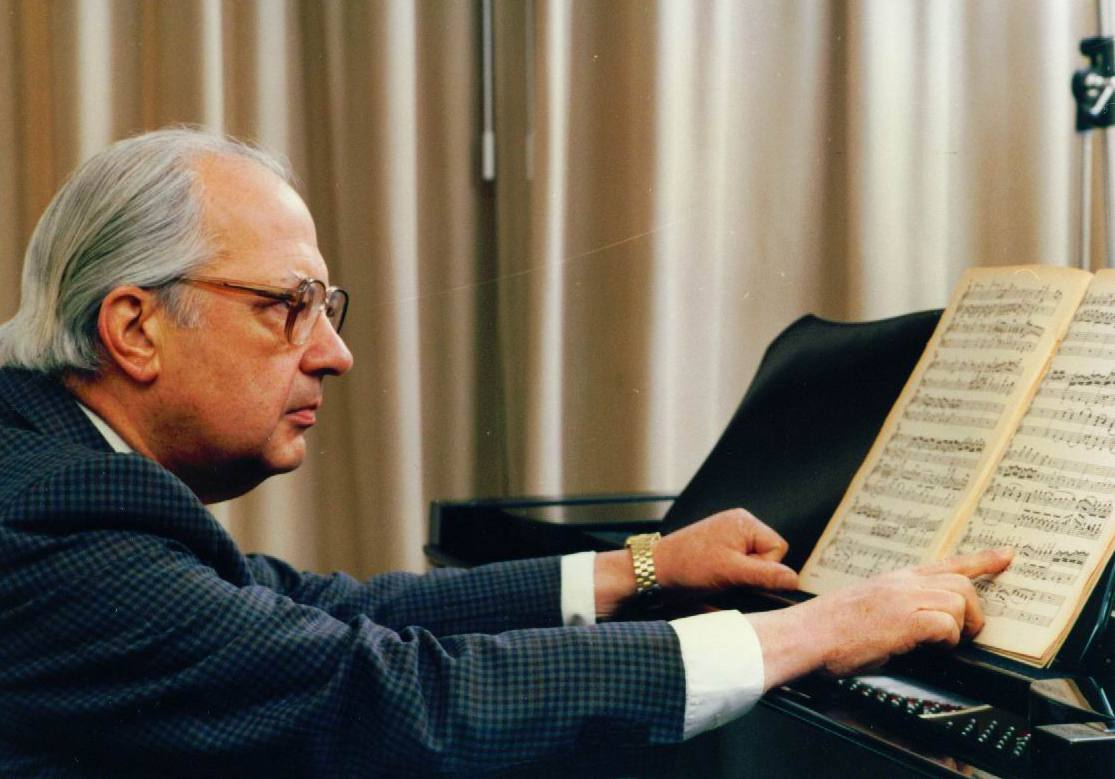
Fritz Emonts (1983)

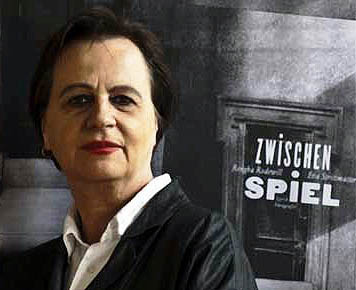
Rengha Rodewill (2010)

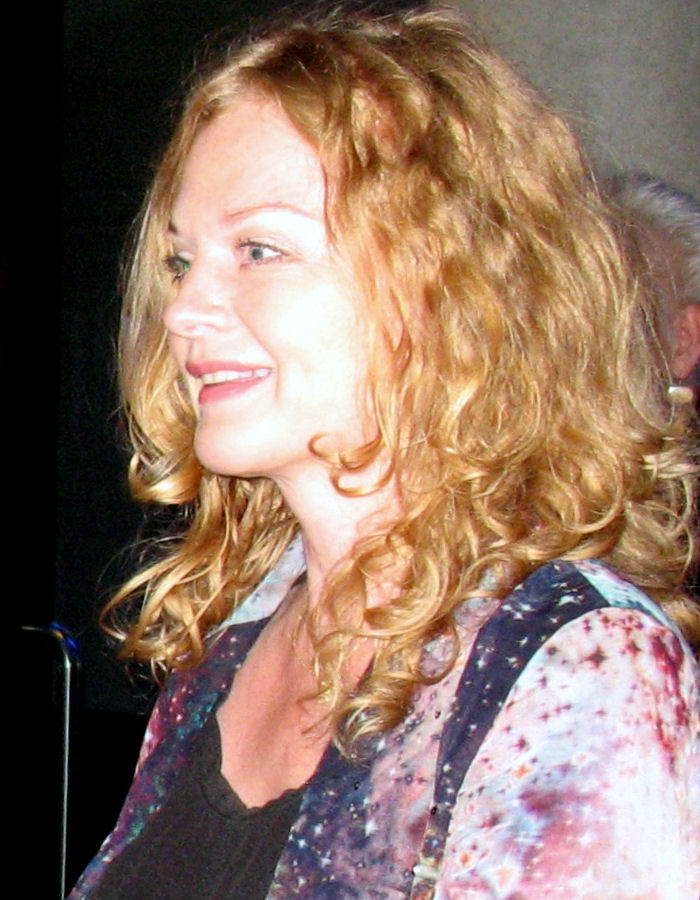
Inga Humpe (2009)

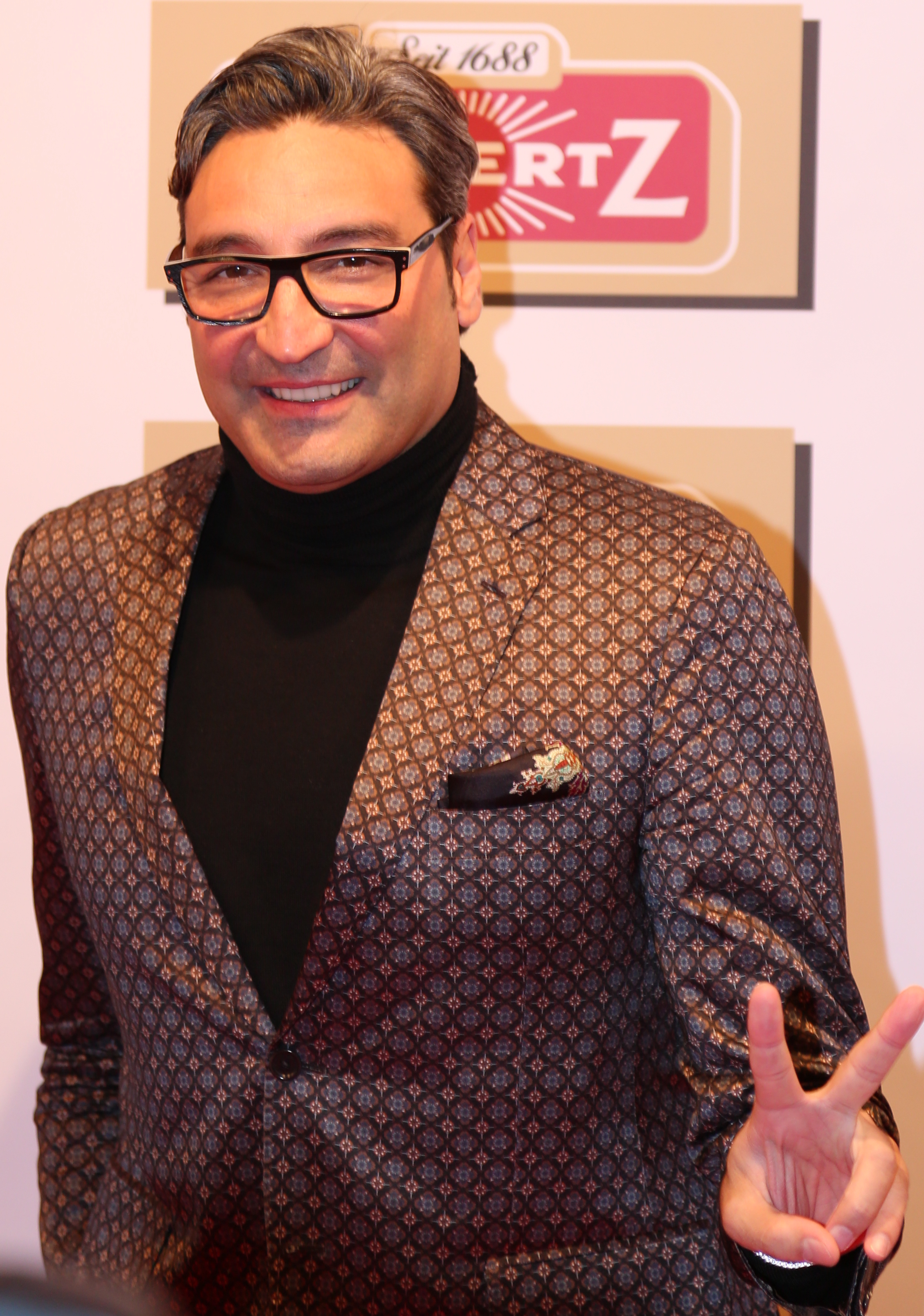
Mousse T (2017)

- Carl Schlickum (1808–1869), Kunstmaler
- Karl Halle, alias Sir Charles Hallé (1819–1895), Pianist, Komponist und Orchesterleiter
- Franz Mannstädt (1852–1932), Dirigent, Musiker, Pianist und Hofkapellmeister
- Ida Gerhardi (1862–1927), Malerin
- Karl August Gerhardi (1864–1944), Arzt und Schriftsteller
- Paul Freytag (1873–1954), Maler und Zeichner
- Karl Willeke (1875–1956), Lehrer und Autor
- Wilhelm Schmurr (1878–1959), Maler
- Theodor Springmann junior (1880–1917), Autor und Übersetzer
- Lis Goebel (1884–1970), Malerin
- Hans Roselieb (1884–1945), Schriftsteller
- Walther Bötticher (1885–1916), Maler und Grafiker
- Wilhelm Claas (1885–1966), Hochschullehrer, Heimatforscher und Fotograf
- Reinhard Koester (1885–1956), Schriftsteller
- Will Lammert (1892–1957), Bildhauer
- Hansheinrich Dransmann (1894–1964), Kapellmeister, Komponist
- Wilhelm Michel (1894–1964), Kunsterzieher
- Willi Störring (1896–1978), Opernsänger
- Heinrich Brocksieper (1898–1968), Maler, Fotograf und Experimentalfilmer
- Hans Slavos (1900–1969), Maler und Grafiker
- Fritz Sotke (1902–1970), Komponist und Liederdichter
- Heinrich Holthaus (1903–1980), Bildhauer
- Alfred Dörner (1906–1971), Goldschmied und Metallgestalter (u. a. goldene Kugel des Hagener Planetenmodells)
- Heinrich Hawick (1906–1945), Künstler
- Heinz Schorlemmer (1906–1978), Schauspieler, Sänger und Theaterregisseur
- Kaspar Brüninghaus (1907–1971), Schauspieler und Hörspielsprecher
- Gerda Leo (1909–1993), Fotografin
- Alfred Erich Sistig (1909–1980), Dramaturg, Hörspielautor, Regisseur und Theaterintendant
- Ernst Meister (1911–1979), Lyriker, Hörspielautor, Erzähler und Theaterautor
- Carl Baumann (1912–1996), Maler und Bildhauer
- Paul Gerhardt (1912–1975), Künstler
- Emil Schumacher (1912–1999), Maler (Informel)
- Herbert Reinecker (1914–2007), Schriftsteller und Drehbuchautor
- Karl Dönch (1915–1994), Opernsänger und Schauspieler
- Fritz Emonts (1920–2003), Pianist und Klavierpädagoge
- Helwig Pütter (1920–2003), Kunstmaler
- Erwin Hegemann (1924–1999), Maler, Grafiker, Bildhauer
- Gerda Meyer-Bernstein (1923–2024), Künstlerin, wohnhaft in Chicago
- Hildegard Wensch (1926–2004), Schauspielerin
- Margret Homeyer (1927–2018), Schauspielerin
- Hans Günter Nöcker (1927–2019), Opernsänger (Bass)
- Nicholas Rescher (1928–2024), US-amerikanischer Philosoph
- Carlo Ross (1928–2004), Schriftsteller und Überlebender des Holocaust
- Hans Werner Grohn (1929–2009), Kunsthistoriker und Museumsdirektor
- Klaus Figge (1934–2006), Journalist
- Ingrid Kötter (* 1934), Kinder- und Jugendbuchautorin
- Dieter Schrage (1935–2011), deutsch-österreichischer Kulturwissenschaftler und -aktivist
- Rolf Escher (* 1936), Künstler
- Horst Becking (* 1937), Maler
- Utz Brocksieper (* 1939), Bildhauer
- Ulrich Schumacher (1941–2021), Kunsthistoriker und Museumsdirektor
- Uwe Will (* 1941), Maler und Bildhauer
- Louis Constantin (* 1944), Bildhauer
- Paul-Werner Kempa (1944–2019), Journalist und Buchautor
- Christian Schultz-Gerstein (1945–1987), Journalist
- Dieter Ziegenfeuter (* 1946), Grafiker
- Rengha Rodewill (* 1948), Fotografin, Autorin
- Gabriele Voss (* 1948), Filmschaffende
- Wolfhard Klein (* 1949), Journalist, Schriftsteller
- Hans Reichel (1949–2011), Gitarrist, Violinist, Instrumentenbauer und Typograph
- Annette Humpe (* 1950), Sängerin, Musikproduzentin
- F.G.M. Stegers (* 1950), Synchronsprecher und Schauspieler
- Monika Feth (* 1951), Journalistin und Autorin
- Karl-Ulrich Burgdorf (* 1952), Schriftsteller
- Rainer Wemcken (* 1952), Filmproduzent
- Uli Becker (* 1953), Schriftsteller
- Axel Gundrum (* 1953), Maler, Grafiker und Bildhauer
- Hartwig Masuch (* 1954), Musikmanager
- Oswin Haas (* 1955), Klavierpädagoge, Pianist und Komponist
- Stefan „Kleinkrieg“ Klein (* 1955), Rockmusiker
- Gerhard Sperling, Künstlername Käptn Horn (* 1955), Musiker, Komponist und Maler
- Inga Humpe (* 1956), Popmusikerin
- Rolf Möller (* 1956), Musiker, Schlagzeuger der Rockband Extrabreit
- Kai „Havaii“ Schlasse (* 1957), Rockmusiker, Autor, Cartoonist
- Olaf Winter (* 1958), Lichtdesigner an Opernhäusern
- Bruno Berger-Gorski (* 1959), Regisseur und Theatergründer
- Roland Koch (* 1959), Schriftsteller
- Uwe Voehl (Monica Mirelli) (* 1959), Schriftsteller und Herausgeber
- Nena, bürgerlich Gabriele Susanne Kerner (* 1960), Sängerin

- Hansjörg Thurn (* 1960), Regisseur und Drehbuchautor
- Ariane Krampe (* 1961), Fernsehproduzentin
- Ralf Böcker (* 1962), Jazzmusiker
- Claus Janzen (* 1962), Schauspieler, Hörspielsprecher und Regisseur
- Peter Moers (* 1962), Autor, Regisseur und Filmproduzent
- Bernhard Klapprott (* 1964), Cembalist, Organist, Hochschullehrer
- Olaf Peters (* 1964), Kunsthistoriker
- Frank Beermann (* 1965), Dirigent
- Stephen Janetzko (* 1966), Kinderliedermacher, Autor
- Maria Ketikidou (* 1966), Schauspielerin
- Martin Molitor (* 1966), Film- und Theaterschauspieler
- Mousse T., bürgerlich Mustafa Gündogdu (* 1966), Musikproduzent
- Stefan Barth (* 1967), Roman- und Drehbuchautor, Regisseur
- Iris Drögekamp (* 1967), Hörspielregisseurin
- Lutz Eikelmann (* 1967), Jazzmusiker
- Michael Link (* 1967), Musikmanager und Autor
- Mambo Kurt, bürgerlich Rainer Limpinsel (* 1967), Musiker und Alleinunterhalter
- Ekhart Wycik (* 1967), Dirigent
- Stefan Erbe (* 1968), Komponist und Musiker
- Jörg Hartmann (* 1969), Schauspieler
- Barbara Morgenstern (* 1971), Musikerin
- Arne Schmitt (* 1972), Musiker
- Susanne Pfeffer (* 1973), Kunsthistorikerin, Kuratorin und Museumsdirektorin
- Colmar Schulte-Goltz (* 1973), Kunsthistoriker und Galerist
- Sven-Ingo Koch (* 1974), Komponist
- Jens Pfeifer (* 1976), Regisseur und Autor
- Jan-Ole Gerster (* 1978), Filmregisseur und Drehbuchautor
- Jan Haering (* 1979), Filmregisseur und Drehbuchautor
- Sabrina Heuer-Diakow (* 1979), Sprecherin und Verlegerin
- Matthias Killing (* 1979), Moderator
- Tim Neuhaus (* 1979), Musiker
- Dominik Schirmer (* 1976), Musiker, Komponist, Musikpädagoge
- Julia Hummer (* 1980), Schauspielerin und Musikerin
- Ulrich Walther (* 1980), Organist
- Lina Beckmann (* 1981), Schauspielerin
- Farid (* 1981), Zauberkünstler
- Birte Wentzek (* 1983), Schauspielerin
- V:NESS (Vanessa Henning) (* 1984), Sängerin
- Tobias Schönenberg (* 1986), Schauspieler und Model
- Giulia Goldammer (* 1993), Schauspielerin

### Wissenschaft, Technik und Forschung

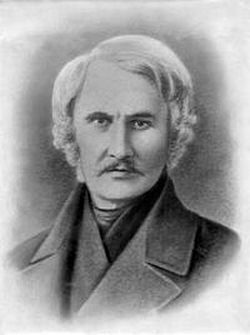
Eduard Friedrich von Eversmann (um 1850)

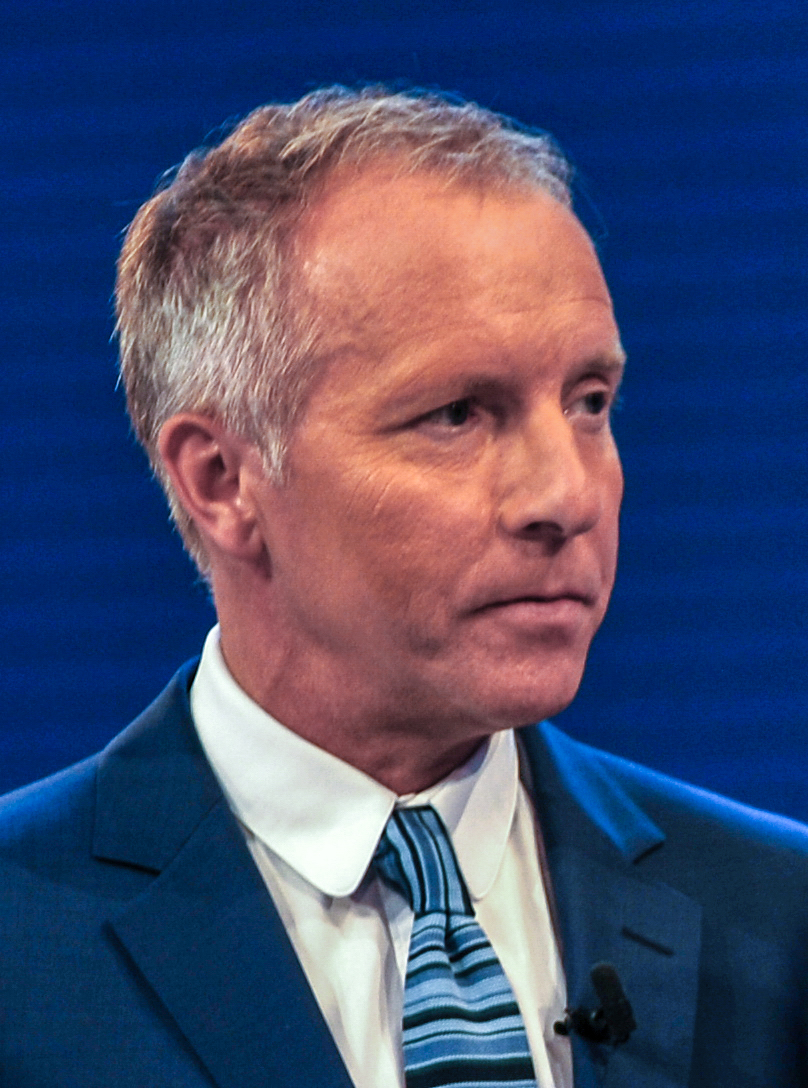
Karl-Rudolf Korte (2014)

- Eduard Friedrich von Eversmann (1794–1860), Biologe und Forschungsreisender
- Carl Bremiker (1804–1877), Astronom und Geodät
- Friedrich Schwager (1876–1929), römisch-katholischer Theologe und Missionswissenschaftler
- Willi Prion (1879–1939), Wirtschaftswissenschaftler
- Paul Alsbery (Alsberg) (1882–1965), Schriftsteller und Arzt
- Paul Schmidt (1898–1976), Techniker und Erfinder
- Herta Schmidt (1900–1992), Paläontologin
- Burkhart Waldecker (1902–1964), Afrikaforscher und Ethnologe
- Gustav Becker (1905–1970), Pflanzenbiologe und -züchter
- Heinrich Wieschhoff (1906–1961), Ethnologe
- Walter K. B. Holz (1908–1993), Vermessungstechniker, Archivar, Gründer des Hagener Planetenmodells
- Karl August Bettermann (1913–2005), Staatsrechtler
- Helmut Erlinghagen (1915–1987), Priester, Dozent, Augenzeuge des Atombombenabwurfs auf Hiroshima
- Detlef Kamke (1922–2004), experimenteller Kernphysiker, ordentlicher Professor für Experimentalphysik an der Ruhr-Universität Bochum
- Olga Sonntag, geborene Vogt (1923–2010), Kunsthistorikerin und Heimatkundlerin
- Wolfgang Dürwald (1924–2014), Professor für Gerichtliche Medizin an der Universität Leipzig
- Hans-Georg Retzko (1928–2014), Ingenieurwissenschaftler und em. Hochschullehrer
- Wolfgang Schrage (1928–2017), Theologe und Hochschullehrer
- Ulrich Stephan (1929–2009), Mediziner und Hochschullehrer
- Hermann Jakobs (* 1930), Historiker und em. Hochschullehrer
- Karl Hecker (1933–2017), Altorientalist und Hochschullehrer
- Detlev Karsten (* 1935), Ordinarius für Wirtschaftswissenschaften und Didaktik der Wirtschaftslehre
- Jürgen Kiefer (1936–2017), Biophysiker und Hochschullehrer
- Brigitte L. Nacos (* 1936), deutsch-amerikanische Politikwissenschaftlerin und Publizistin
- Werner Kaltefleiter (1937–1998), Politikwissenschaftler und Hochschullehrer
- Ernst-Heinrich Schmidt (1937–2022), Offizier und Historiker, Leiter des Wehrgeschichtlichen Museums in Rastatt
- Detlef König (1938–1981), Rechtswissenschaftler
- Rudolf Fisch (* 1939), Sozial- und Organisationspsychologe, Hochschullehrer
- Rolf Schneider (* 1940), Mathematiker
- Meinolf Dierkes (1941–2024), Wirtschaftswissenschaftler (Technische Universität zu Berlin), Präsident des Wissenschaftszentrums Berlin für Sozialforschung (WZB, 1980–1987)
- Franz Ellendorff (* 1941), Agrarwissenschaftler, Hochschullehrer und Institutsleiter
- Rainer Müller (1941–2019), Arzt und Sozialwissenschaftler
- Ulrich Schumacher (1941–2021), Kunsthistoriker
- Michael Binnewies (1947–2022), Chemiker (Lehrstuhl für Anorganische Chemie an der Universität Hannover)
- Elmar Salmann (* 1948), Benediktiner, Theologe und Hochschullehrer
- Thomas Wolff (* 1948), Chemiker und Hochschullehrer an der Technischen Universität Dresden
- Klaus Friese (* 1949), Mediziner, Gynäkologe und Hochschullehrer an der Ludwig-Maximilians-Universität München
- Wolfgang Bonß (* 1952), Professor für allgemeine Soziologie an der Universität der Bundeswehr in München
- Katharina Morik (* 1954), Professorin für Informatik an der Technischen Universität Dortmund
- Matthias Kraume (* 1955), Chemie- und Prozessingenieur und Hochschullehrer an der Technischen Universität Berlin
- Ulrich Papenkort (* 1956), Erziehungswissenschaftler
- Otto Schaaf (* 1956), Bauingenieur, Verbandsfunktionär im Bereich Wasserwirtschaft
- Michael Hofmann (* 1957), Germanist
- Willibald Steinmetz (* 1957), Historiker
- Ursula Verhoeven-van Elsbergen (* 1957), Ägyptologin
- Udo Vorholt (* 1957), Politikwissenschaftler und Hochschullehrer
- Martina Blasberg-Kuhnke (* 1958), katholische Theologin
- Albrecht Cordes (* 1958), Rechtshistoriker und Hochschullehrer
- Karl-Rudolf Korte (* 1958), Politikwissenschaftler
- Elmar Güthoff (* 1961), katholischer Theologe und Professor an der LMU München
- Frank Stadermann (1962–2010), Professor für Weltraumwissenschaften an der Washington University in St. Louis
- Sabine Boerner (* 1963), Wirtschaftswissenschaftlerin und Hochschullehrerin
- Gabriele Neumann (* 1963), Basketballspielerin und Sportpsychologin am Bundesinstitut für Sportwissenschaft (BISp)
- Stefan Laube (* 1964), Kulturwissenschaftlicher, Historiker
- Jürgen Herget (* 1965), Geographie-Professor
- Göran Kauermann (* 1965), Statistiker und Professor an der LMU München
- Kai Cieliebak (* 1966), Professor (Lehrstuhl für Analysis und Geometrie) an der Universität Augsburg
- Rikola-Gunnar Lüttgenau (* 1966), Historiker
- Stefan Jordan (* 1967), Historiker
- Christhard Lück (* 1967), evangelischer Theologe, Religionspädagoge
- Kirsten Schmalenbach (* 1967), Rechtswissenschaftlerin
- Christiane Sauer (* 1968), Architektin und Hochschullehrerin
- Jörn Lüdemann (* 1970), Jurist
- Thorsten Fögen (* 1971), Altphilologe
- Pauline Puppel (* 1971), Historikerin
- Mimoun Azizi (* 1972), Mediziner, Politikwissenschaftler und Philosoph
- Andrea Löw (* 1973), Historikerin
- Thomas Weber (* 1974), Historiker
- Marc Eulerich (* 1981), Ökonom

### Sport

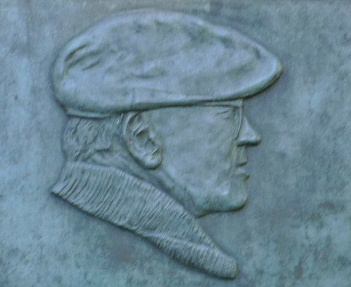
Karl Adam

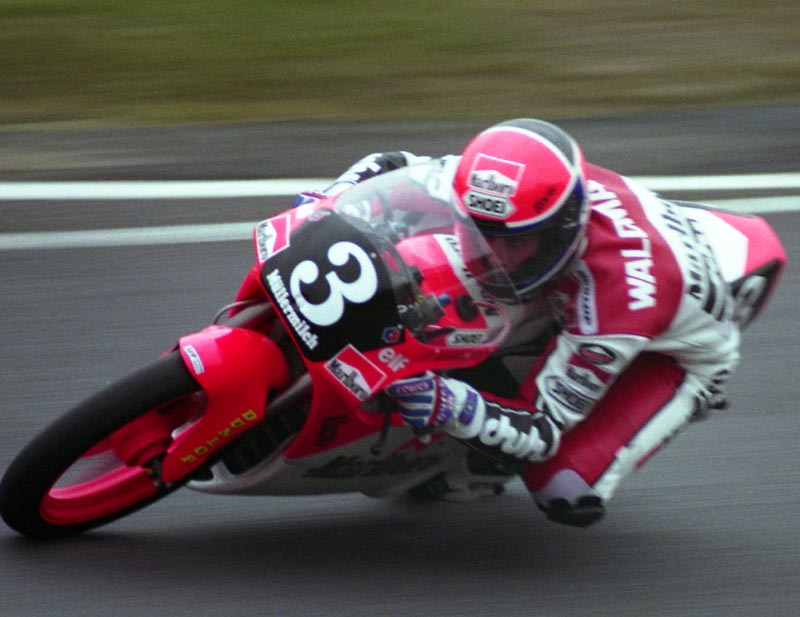
Ralf Waldmann (1992)

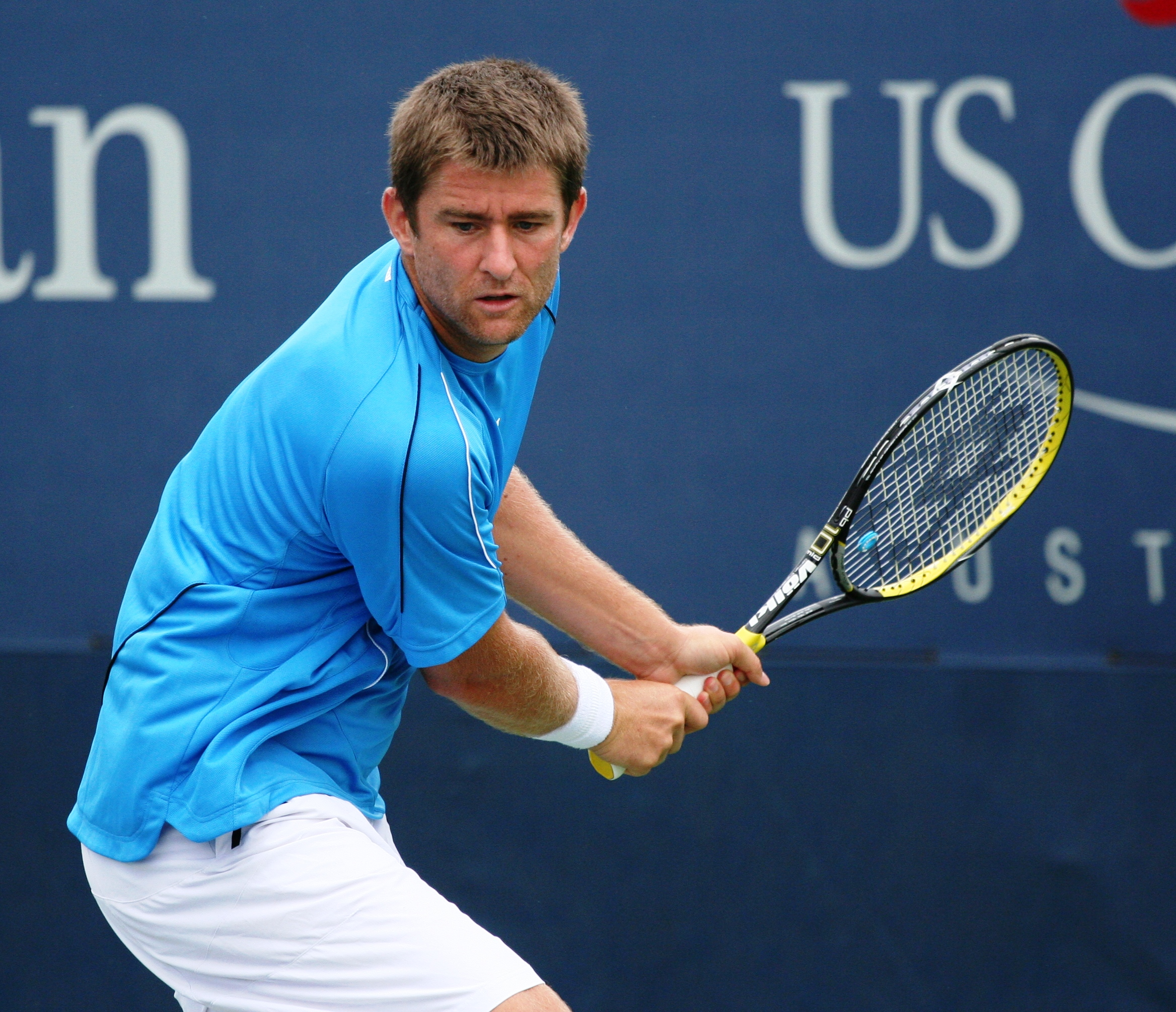
Michael Kohlmann (2010)

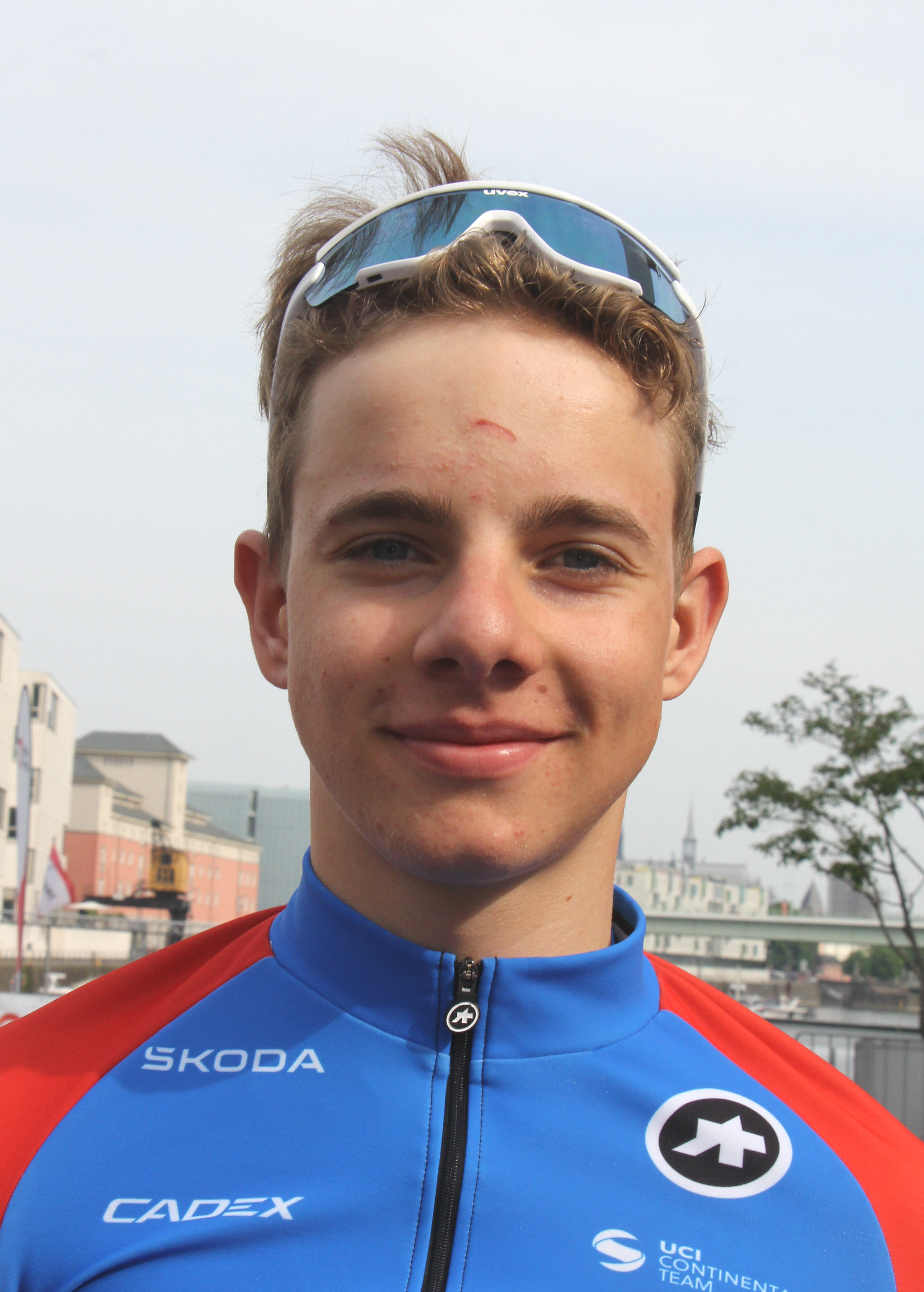
Tobias Müller (2023)

- Hein Thorn Prikker (1911–1998), Motorradrennfahrer
- Karl Adam (1912–1976), Rudertrainer des Deutschland-Achters
- Karl-Günther Bechem (1921–2011), Automobilrennfahrer
- Paul Rasche (1924–2003), Sportfunktionär
- Peter Blecher (1934–2008), Sportschütze und Fabrikant
- Willy Bestgen (* 1935), Internationaler Basketballschiedsrichter und Olympiateilnehmer
- Hans-Ulrich Eickeler (1940–2022), Fußballspieler
- Klaus-Dieter Seehaus (1942–1996), Fußballspieler
- Thomas Wessinghage (* 1952), Leichtathlet, Arzt
- Heidemarie Dresing (* 1955), Dressurreiterin im Behindertensport
- Michael Oberland (1960–2015), Basketballspieler
- Dieter Klein (* 1964), Basketballspieler
- Bettina Braag (* 1965), Leichtathletin
- Ralf Eilenberger (* 1965), Fußballtorwart
- Ralf Waldmann (1966–2018), Motorradrennfahrer
- Arnd Neuhaus (* 1967), Basketballspieler
- Oliver Herkelmann (* 1968), Basketballspieler
- Georgios Souleidis (* 1972), Schachspieler
- Michael Kohlmann (* 1974), Tennisspieler
- Bernd Kruel (* 1976), Basketballspieler
- Benjamin Knoche (* 1978), Fußballspieler
- Jeannette Götte (* 1979), Fußballspielerin
- Giovanni Federico (* 1980), Fußballspieler
- Tobias Schröder (* 1981), Handballspieler
- Jennifer Bongardt (* 1982), Kanutin
- Bettina Hauert (* 1982), Golferin
- Gaetano Manno (* 1982), Fußballspieler
- Sabrina Richter (* 1982), Handballspielerin
- Florian Thorwart (* 1982), Fußballspieler
- Salvatore Gambino (* 1983), Fußballspieler
- Benjamin Schulz (* 1984), Sportkegler
- Sebastian Schneider (* 1985), Handballspieler
- Olaf Machelett (* 1986), Faustballer
- Patrick Fabian (* 1987), Fußballspieler
- Nils Sondermann (* 1987), Eishockeyspieler
- Ziyed Chennoufi (* 1988), Basketballspieler
- René Eidams (* 1989), Dartspieler
- Robin Kuhlmann (* 1990), Faustballer
- Marwin Studtrucker (* 1990), Fußballspieler
- Christopher Antwi-Adjei (* 1994), Fußballspieler
- Mehmet Kurt (* 1996), Fußballspieler
- Tim Oberdorf (* 1996), Fußballspieler
- Michel Weidekamp (* 1997), Eishockeytorwart
- Nassim Boujellab (* 1999), Fußballspieler
- Muhayer Oktay (* 1999), Fußballspieler
- Niclas Thiede (* 1999), Fußballtorwart
- Tobias Müller (* 2004), Radsportler

### Sonstige

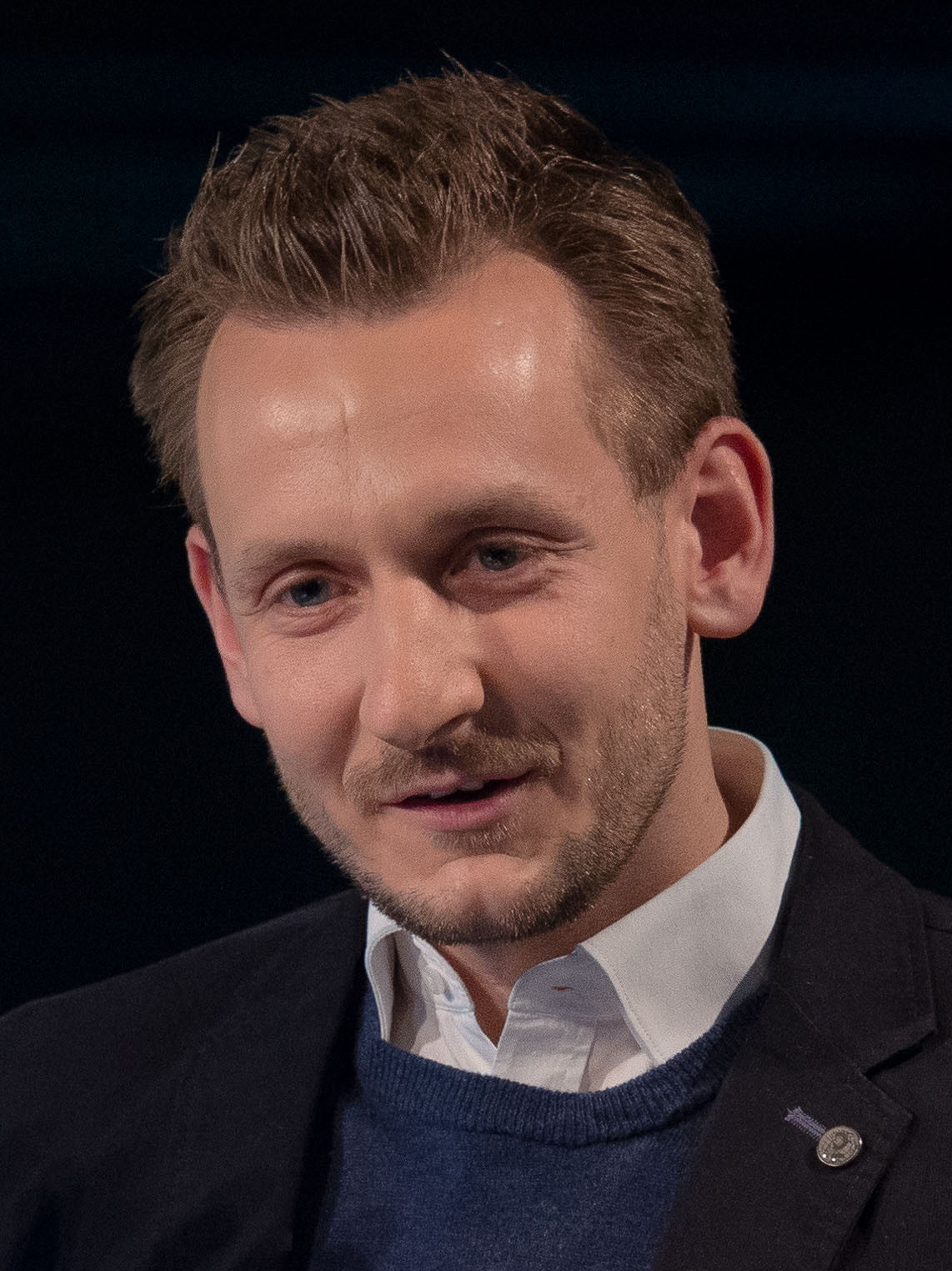
Benjamin Piel (2015)

- Wilhelm Prentzel (1878–1945), Marineoffizier, zuletzt Admiral im Zweiten Weltkrieg
- Emil Thuy (1894–1930), Jagdflieger, Träger des Pour-le-Mérite
- Hans Henrici (1895–1960), Generalmajor sowie Unternehmer
- Hermann Kayser (1895–1948), Generalarzt
- Cleophana Schnettler (1898–1945), Steyler Missionsschwester und Märtyrin
- Erich Krause (1905–1944), Kommunist und Widerstandskämpfer
- Katharina Hagemeyer (1908–2020), Altersrekordlerin
- Anneliese Fleyenschmidt (1919–2007), Moderatorin und Reporterin
- Jochen Severin (1927–1995), Journalist, Kaufmann, Verleger und Filmproduzent
- Klaus Ehlers (* 1941), Pädagoge, Träger des Bundesverdienstkreuzes
- Inge Ehlers, geborene Birwer (* 1945), Pädagogin, Mitarbeiterin im Kulturzentrum AllerWeltHaus
- Egon Scotland (1948–1991), Journalist, umgekommen im Kroatienkrieg
- Karl Prinz (* 1949), Diplomat
- Franz-Josef Möllenberg (* 1953), Gewerkschaftsfunktionär
- Norbert Galeske (* 1961), Sportreporter
- Thorsten Link (* 1964), Fernsehmoderator, Fernsehredakteur und Filmautor
- Mick Schnelle (1964–2022), Computerspiele-Journalist und Übersetzer
- Wolf-Jürgen Stahl (* 1964), Brigadegeneral
- André Bodemann (* 1965), Generalmajor
- Ursula Waßer (* 1966), deutsche Juristin und Richterin am Bundessozialgericht
- Michael Körner (* 1968), Sport-Kommentator
- Andreas Kühne (* 1970), General der Bundeswehr
- Henning Wehn (* 1974), deutsch-britischer Stand-up-Comedian
- Sandra Quellmann (* 1977), Rundfunk- und Fernsehmoderatorin
- Matthias Killing (* 1979), TV-Moderator
- René Stein (* 1981), Koch, mit Michelinstern ausgezeichnet
- Biyon Kattilathu (* 1984), Motivationstrainer und Autor
- Benjamin Piel (* 1984), Journalist und Träger des Theodor-Wolff-Preises
- Juleska Vonhagen (Pseudonym, * 1985), Journalistin und Autorin

## Persönlichkeiten mit Bezug zu Hagen

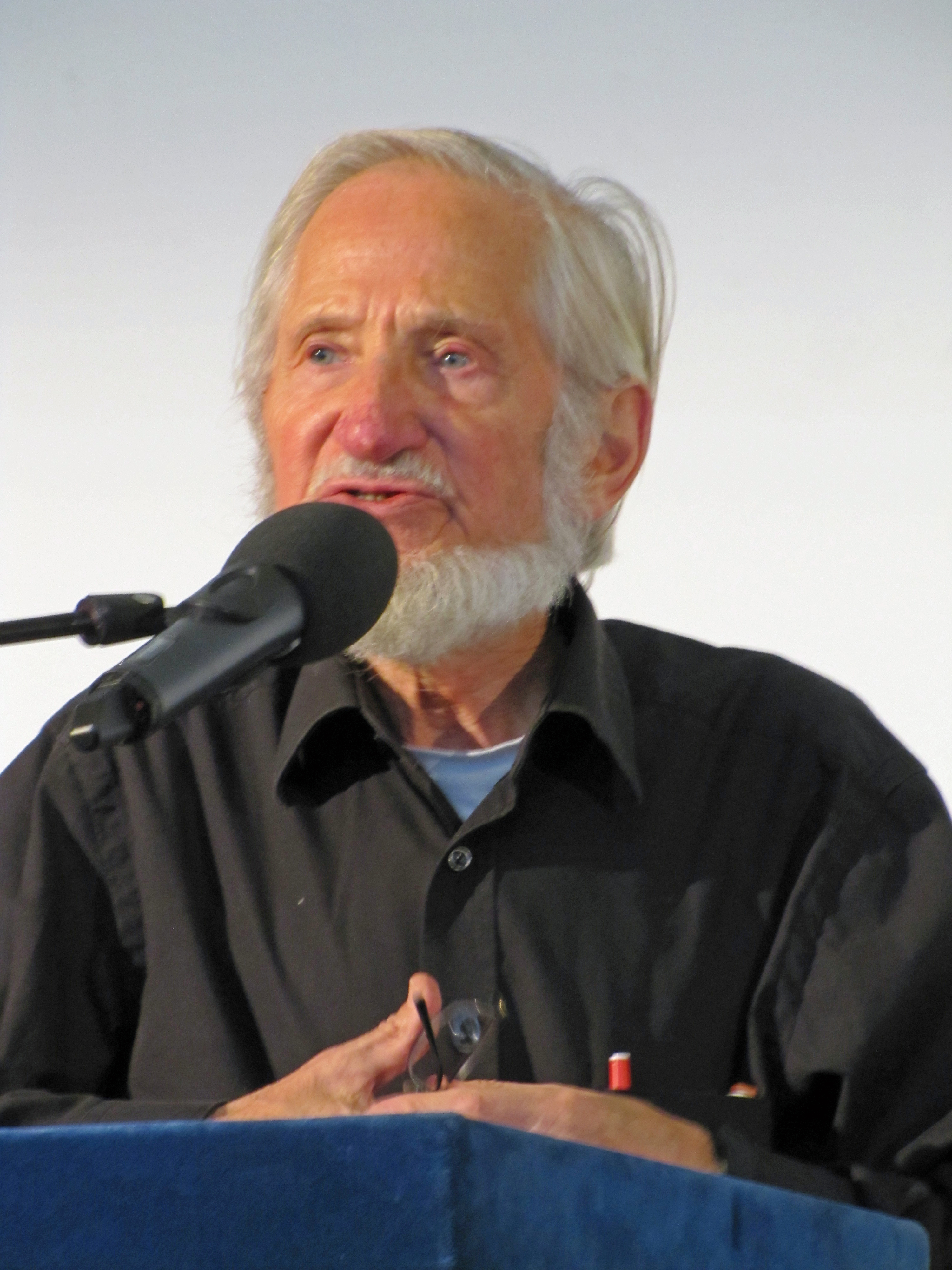
Rupert Neudeck (2014)

- Emil Cauer der Jüngere (1867–1946), Bildhauer (Bronze-Denkmal „Kaiser Friedrich III.“, Hagen-Eilpe und „Drei-Kaiser-Brunnen“, Hagen-Wehringhausen)
- Fritz Julius Günther Oberste-Berghaus (1895–1950), Architekt in der Bauhaus-Tradition und Stadtbaurat
- Eva Niestrath-Berger (1914–1993), Bildhauerin
- Hanns Friedrichs (1928–2012), Couturier, Modeschöpfer und Bundesverdienstkreuzträger
- Horst Tuguntke (1931–2024), Verwaltungsjurist, Heimatforscher, Publizist und Bundesverdienstkreuzträger
- Manfred Osthaus (1933–2012), Enkel von Karl Ernst Osthaus und Stadtbaurat in Hagen
- Michael Halász (* 1938 in Klausenburg), deutsch-ungarischer Dirigent. Er wirkte unter anderem als Generalmusikdirektor in Hagen, wo er auch wohnte
- Rupert Neudeck (1939–2016), Mitgründer des Cap Anamur/Deutsche Not-Ärzte e. V.
- Freddy Breck (1942–2008), Schlagersänger, in Hagen aufgewachsen
- Uwe Nickel (* 1942), Grafiker und freier Maler; lebt und arbeitet in Hagen
- Stefan Bajohr (1950–2022), „Mentor“, verantwortlich für die Sanierung des Kommunalhaushalts
- Dietmar Helm (* 1954), Wasserballspieler, Sportfunktionär und Sozialarbeiter
- Tayfun Belgin (* 1956), Direktor des Osthaus Museums Hagen und Fachbereichsleiter Kultur der Stadt Hagen
- Edzard Obendiek, ordentlicher Professor für Didaktik der Englischen Sprache an der PH Ruhr/Abteilung Hagen, wohnte in Hagen-Helfe
- Gordon Herbert (* 1959), kanadischer Basketballtrainer, lebte in Hagen
- Erdal Keser (* 1961), Fußballspieler und -trainer
- Ralf Blank (* 1962), Historiker und Fachdienstleiter Wissenschaft, Museen und Archive der Stadt Hagen
- Birgit Ebbert (* 1962), Autorin von Kinder- und Jugendbüchern, Kriminalromanen, Fachbüchern und Lernmaterialien
- Thomas Faust (* 1963), Autor und Publizist, wuchs in Hagen auf
- Frank Buschmann (* 1964), Fernsehmoderator, Sportjournalist und Basketballspieler; wuchs in Hagen auf
- Dirk Schachtsiek (* 1965), Faustballer
- Rouven Lotz (* 1977), Wissenschaftlicher Leiter des Emil Schumacher Museums und Geschäftsführer der Henry-van-de-Velde-Gesellschaft e. V. in Hagen
- Joseph Laumann (* 1983), Fußballspieler und -trainer
- Mandy-Marie Mahrenholz (* 1986), Schauspielerin, Tänzerin und Sängerin
- Valdet Rama (* 1987), Fußballspieler
- Per Günther (* 1988), Basketballnationalspieler
- Katharina Woschek (* 1988), Schauspielerin
- Lukas Klostermann (* 1996), Fußballspieler
- Silas Ostrzinski (* 2003), Fußballtorwart